# Kardinale Variable
In der Statistik bezeichnet man als kardinale bzw. kardinalskalierte Variablen oder metrische Variablen folgende Arten von Variablen:
- intervallskalierte Variablen
- verhältnisskalierte Variablen
- absolutskalierte Variablen

## Belege
1. ↑  Eid M. & Gollwitzer, M. & Schmitt, M. (2012). Statistik und Forschungsmethoden. Weinheim: Beltz. S. 77